# Iguanodon
Iguanodon („ząb iguany”) – rodzaj dinozaura z grupy ornitopodów, zajmujący pozycję pośrodku pomiędzy pierwszymi z szybkich, dwunożnych hipsylofodontów z jury środkowej a hadrozaurami stanowiącymi najbardziej zaawansowane formy z kredy późnej. Do rodzaju zaliczano wiele gatunków datowanych w czasie od jury późnej do kredy późnej, zamieszkujących Europę, Azję i Amerykę Północną. Taksonomia rodzaju pozostaje przedmiotem badań, opisywane są nowe gatunki, a stare przenosi się do odrębnych rodzajów. Na początku XXI wieku badacze zasugerowali pozostawienie w nim tylko jednego dobrze uzasadnionego gatunku I. bernissartensis, żyjącego od późnego barremu do najwcześniejszego aptu (kreda wczesna) na terenie dzisiejszej Belgii i prawdopodobnie na innych terenach Europy. Dokładniej okres ten przypada na 126-125 milionów lat temu. Były to masywne, duże zwierzęta roślinożerne wyróżniające się dużym kolcem na kciuku służącym prawdopodobnie do obrony przed drapieżnikami, podczas gdy cztery kolejne chwytne palce używane były podczas żerowania.
Nazwany w 1825 przez angielskiego geologa Gideona Mantella, Iguanodon był drugim nieptasim dinozaurem, któremu formalnie nadano nazwę. Wyprzedził go megalozaur. Razem z tym teropodem i z hileozaurem użyto go do stworzenia definicji dinozaurów.
Pogląd naukowy na iguanodona ewoluował z biegiem czasu i zdobywaniem nowych informacji ze skamieniałości. Liczne okazy, w tym prawie kompletne szkielety z dwóch dobrze poznanych cmentarzysk, pozwoliły badaczom na postawienie uzasadnionych hipotez wyjaśniających wiele aspektów życia zwierzęcia, jak pożywienie, poruszanie się i zachowania społeczne. Jako jeden z pierwszych dobrze poznanych nieptasich dinozaurów iguanodon zajmuje znaczące miejsce w publicznym odbiorze dinozaurów. Jego wizje artystyczne zmieniały się znacznie w odpowiedzi na nowe interpretacje jego szczątków.

## Budowa

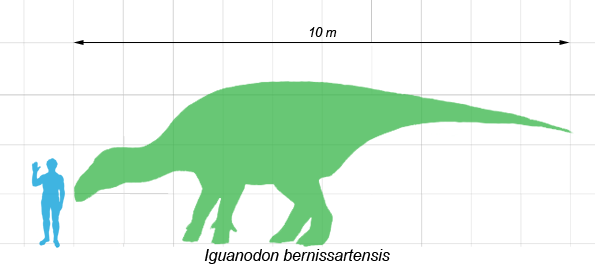
Porównanie wielkości I. bernissartensis i człowieka

Iguanodon był potężnym roślinożercą poruszającym się na dwóch lub czterech łapach. Jedyny dobrze uzasadniony gatunek to I. bernissartensis, którego średnią masę ciała szacuje się na około 3 tony, długość dorosłego osobnika zaś na około 10 m, przy czym niektóre okazy dorastały prawdopodobnie aż do 13 m. Zwierzę cechowało się dużą, wysoką, acz wąską czaszką, bezzębnym dziobem pokrytym prawdopodobnie keratyną i zębami przywodzącymi na myśl spotykane u legwanów (iguan), jednakże większymi i bardziej gęsto upakowanymi.
Kończyny górne I. bernissartensis były dobrze zbudowane i długie – mierzyły do 75% długości kończyn dolnych. Dłonie raczej nie zginały się. Ciężar spoczywał na trzech środkowych palcach. Kciuk kończył się stożkowatym kolcem odstającym na zewnątrz od trzech głównych palców. Wczesne rekonstrukcje umieszczały ten kolec na nosie zwierzęcia. Dopiero później odkryte skamieniałości ujawniły prawdziwą naturę kolca, choć jego ścisłe funkcje są wciąż dyskusyjne. Mógł służyć do obrony, jak również do zdobywania pokarmu. Palec mały, wydłużony i zręczny, mógł być używany do manipulacji przedmiotami. Kończyny dolne były silne, ale nieprzystosowane do biegu. Każda stopa kończyła się trzema palcami. Kręgosłup i ogon wspierały i usztywniały skostniałe ścięgna: tkanka ścięgna podczas życia zwierzęcia ulegała kostnieniu, stając się kością (te przypominające pręty kości omija się zwykle przy wystawianiu szkieletów czy ich ilustracjach).

## Systematyka i ewolucja

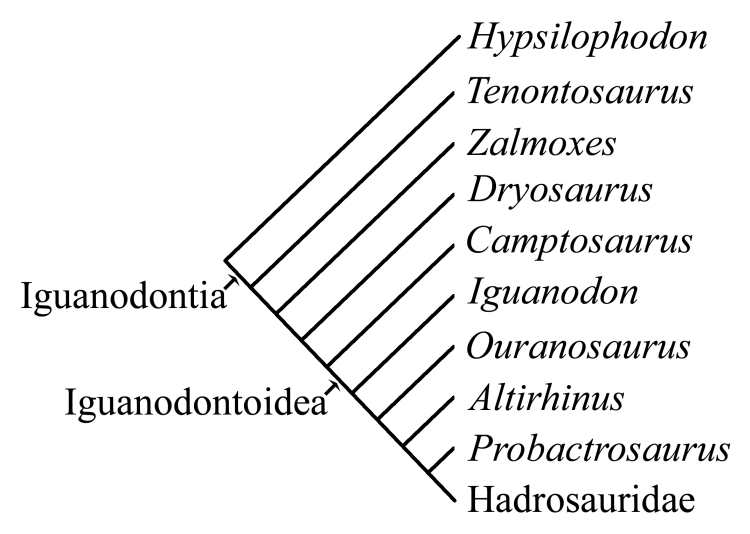
Uproszczony kladogram iguanodonów za Norman (2004)

Iguanodon użyczył swej nazwy nieposiadającemu swej rangi w systemie linneuszowskim kladowi iguanodontów, bardzo licznej grupie ornitopodów, zawierającej wiele gatunków żyjących od jury środkowej do kredy późnej. Prócz iguanodona do najlepiej znanych członków kladu zaliczają się driozaur, kamptozaur, uranozaur i kaczodziobe. Starsze źródła podają Iguanodontidae jako odrębną rodzinę. Stanowiła ona tradycyjnie rodzaj taksonu spełniającego funkcję worka, wrzucano doń ornitopody nie pasujące do hipsylofodontów ani kaczodziobych. W praktyce umieszczano tam zwierzęta takie, jak kelowozaur, kamptozaur, kraspedodon, kangnazaur, Mochlodon, mutaburazaur, uranozaur i probaktrozaur. Z nadejściem kladystyki tradycyjnie skonstruowane Iguanodontidae okazały się parafiletyczne, a umieszczone tam zwierzęta pochodziły z różnych miejsc drzewa rodowego w stosunku do kaczodziobych, nie tworząc odrębnego kladu. W zasadzie współczesna koncepcja iguanodonów jako rodziny zawierałaby tylko Iguanodon. Grupy takie, jak Iguanodontoidea, używane są ciągle w literaturze naukowej jako pozbawione rangi klady, ale wiele z tradycyjnie rozumianych iguanodontydów włączono do nadrodziny Hadrosauroidea. Iguanodon zajmuje natomiast na kladogramach pozycję pomiędzy uranozaurem i kamptozaurem (chodzi o kolejne grupy zewnętrzne). Pochodzi prawdopodobnie od ptasiomiednicznego przypominającego kamptozaura. Jack Horner zasugerował, polegając głównie na cechach czaszek, że hadrozaury tworzą właściwie dwie bardziej od siebie oddalone grupy, Iguanodon leży na linii prowadzącej do hadrozaurów płaskogłowych, podczas gdy uranozaur na linii lambeozaurynów. Jego propozycję odrzucono.
McDonald zaproponował w 2012 następujący kladogram:
|               | Camptosaurus              |
|               |                           |
| Styracosterna | \| \| Uteodon \| \| \| \| |
|               | \| \| Uteodon \| \| \| \| |
|               | Uteodon                   |
|               |                           |

|  | Uteodon |
|  |         |

|               | Camptosaurus              |
|               |                           |
| Styracosterna | \| \| Uteodon \| \| \| \| |
|               | \| \| Uteodon \| \| \| \| |
|               | Uteodon                   |
|               |                           |

|  | Uteodon |
|  |         |

|               | Camptosaurus              |
|               |                           |
| Styracosterna | \| \| Uteodon \| \| \| \| |
|               | \| \| Uteodon \| \| \| \| |
|               | Uteodon                   |
|               |                           |

|  | Uteodon |
|  |         |

|               | Camptosaurus              |
|               |                           |
| Styracosterna | \| \| Uteodon \| \| \| \| |
|               | \| \| Uteodon \| \| \| \| |
|               | Uteodon                   |
|               |                           |

|  | Uteodon |
|  |         |

|               | Camptosaurus              |
|               |                           |
| Styracosterna | \| \| Uteodon \| \| \| \| |
|               | \| \| Uteodon \| \| \| \| |
|               | Uteodon                   |
|               |                           |

|  | Uteodon |
|  |         |

|               | Camptosaurus              |
|               |                           |
| Styracosterna | \| \| Uteodon \| \| \| \| |
|               | \| \| Uteodon \| \| \| \| |
|               | Uteodon                   |
|               |                           |

|  | Uteodon |
|  |         |

|               | Camptosaurus              |
|               |                           |
| Styracosterna | \| \| Uteodon \| \| \| \| |
|               | \| \| Uteodon \| \| \| \| |
|               | Uteodon                   |
|               |                           |

|  | Uteodon |
|  |         |

|               | Camptosaurus              |
|               |                           |
| Styracosterna | \| \| Uteodon \| \| \| \| |
|               | \| \| Uteodon \| \| \| \| |
|               | Uteodon                   |
|               |                           |

|  | Uteodon |
|  |         |

## Biologia

### Pożywienie

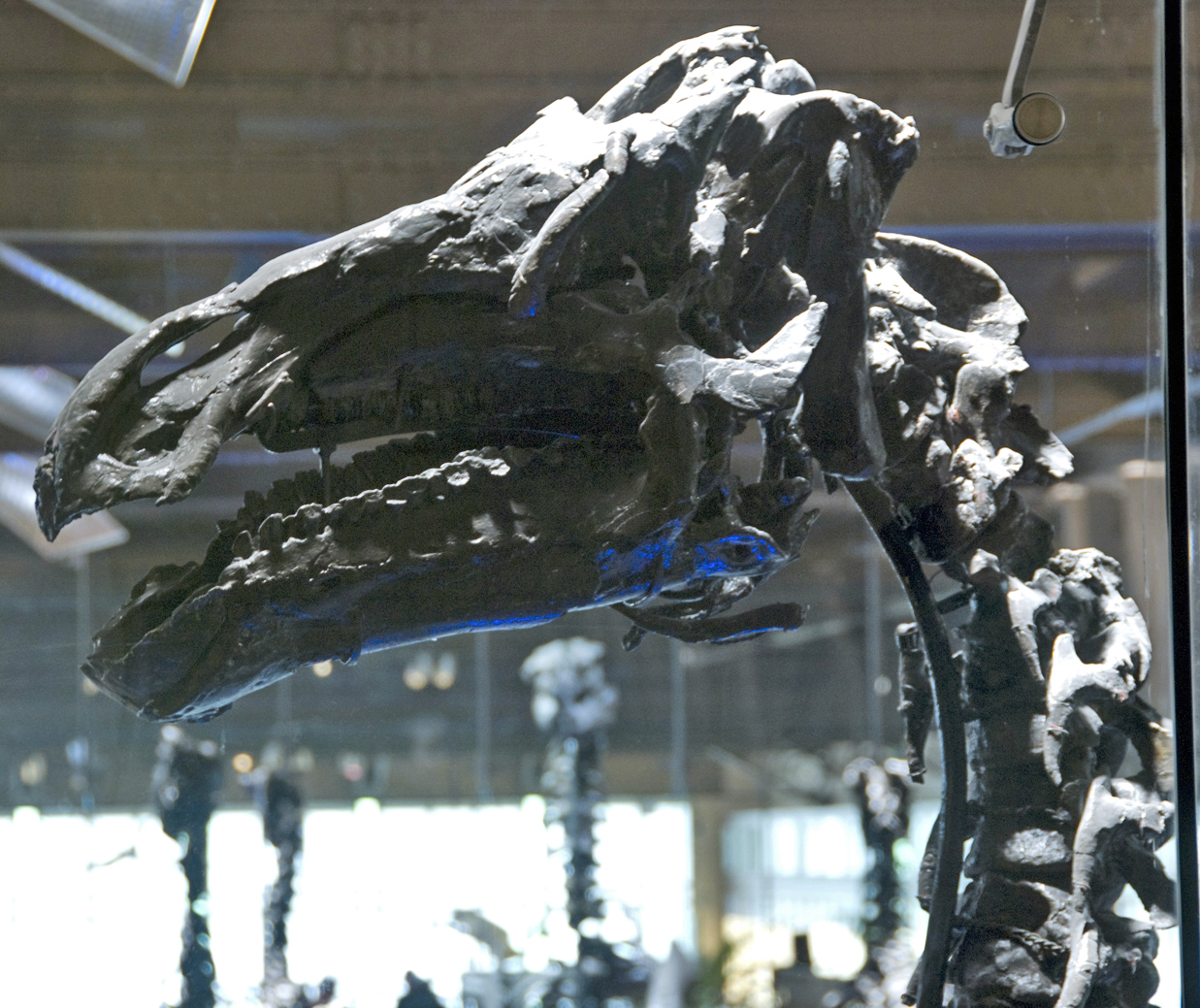
Czaszka i szyja

Jedną z pierwszych odnotowanych cech iguanodona było posiadanie przezeń zębów roślinożernego gada, choć nie zawsze panował konsensus, w jaki sposób zwierzę jadło. Jak zauważył Mantell, szczątki, z którymi pracował, nie przypominały żadnego współczesnego gada, zwłaszcza zaś bezzębna, łopatkowata żuchwa z symphysis menti, którą porównuje się z występującą u leniwców dwupalczastych czy wymarłego leniwca naziemnego Mylodon. Naukowiec zasugerował też, że Iguanodon miał giętki język, którego mógł używać do zbierania pożywienia jak żyrafa. Bardziej kompletne pozostałości udowodniły, że był to błąd. Dla przykładu kość gnykowa wspierająca język cechowała się ciężką budową, co wskazuje na dobrze umięśniony, a nie giętki język służący do przemieszczania pokarmu w jamie ustnej. Pomysł z żyrafą również został przyjęty w sposób nieuzasadniony z uwagi na złamanie żuchwy.
Zęby iguanodona, jak wskazuje jego nazwa, przypominają zęby iguany, czyli legwana, tylko są większe. W przeciwieństwie do kaczodziobych o kolumnach zębów zastępujących zużyte, Iguanodon dysponował tylko jednym zapasowym zębem na każdej pozycji. Szczęka utrzymywała po każdej stronie 29 zębów, żaden ząb nie łączył się z kością przedszczękową. Żuchwa liczyła po 25 zębów. Liczby te różnią się od siebie, ponieważ zęby żuchwy są szersze, niż szczęki. Rzędy zębów leżą daleko od zewnętrznych części szczęki i żuchwy. Z tego powodu i ze względu na inne szczegóły anatomiczne sądzi się, że jak większość innych ptasiomiednicznych, Iguanodon miał struktury przypominające policzki, mięśniowe lub nie, w których przetrzymywał pożywienie.

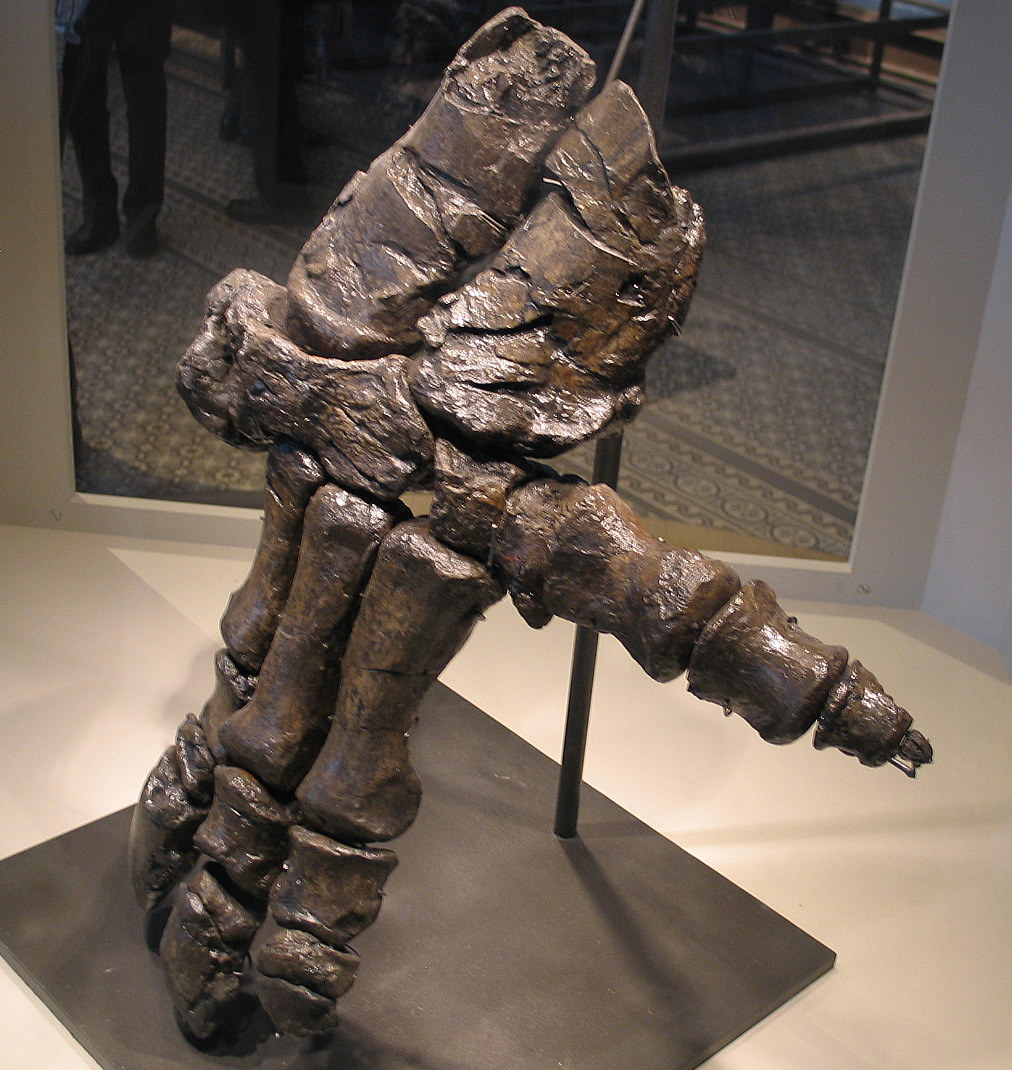
Ręka Iguanodon pokazywana w Brukseli; wyciągnięty giętki piąty palec

Czaszka zbudowana była w taki sposób, że gdy jama ustna była zamknięta, kości szczękowe noszące zęby uginały się. Powodowało to, że dolne powierzchnie zębów szczęki tarły o górne powierzchnie zębów żuchwy, rozdrabniając cokolwiek, co znalazło się między nimi, wykonując zadanie tożsame ze spotykanym u ssaków żuciem. Ponieważ zęby zawsze były zastępowane, zwierzę mogło wykorzystywać ten mechanizm przez całe swe życie, a dzięki niemu mogło żywić się twardym pokarmem roślinnym. Dodatkowo przednie brzegi szczęki i żuchwy były bezzębne, kończyły się guzkami kostnymi tworzącymi nierówne brzegi prawdopodobnie pokryte przez keratynowy twór zwiększający ich długość i tworzący ścinający dziób dla odgryzania gałązek i pędów. Zdobywanie pożywienia wspomagał giętki palec mały, który zwierzę mogło wykorzystywać do manipulowania przedmiotami, w przeciwieństwie do pozostałych palców.
Nie wyjaśniono, co dokładnie spożywał iguanodon. Rozmiary większych gatunków, jak I. bernissartensis, pozwoliły na ocenę poziomu żerowania rozciągającego się od poziomu gruntu do liści drzew rosnących 4-5 metrów wyżej. David Norman zasugerował dietę złożoną ze skrzypów, sagowcowych i iglastych, iguanodony w ogólności wiązano z rozwojem w kredzie okrytonasiennych, wnioskując, że te ornitopody pasły się na niskiej roślinności. Wzrost kwiatowych zgodnie z tą hipotezą byłby wspierany przez pasące się Iguanodontia, wyjadające nagonasienne, zapewniając więcej miejsca wczesnym okrytonasiennym. Rozstrzygające kwestię dowody nie istnieją. Cokolwiek w rzeczywistości spożywał, z uwagi na swe rozmiary i liczebność iguanodon uchodzi za dominującego roślinożercę średniej-dużej wielkości swoich ekosystemów. W Anglii obejmowały one także małego drapieżnika aristozucha, większych drapieżców eotyrana, barionyksa i neowenatora, pasącego się w niskiej roślinności hipsylofodonta i waldozaura, iguanodonta Mantellisaurus, opancerzonego polakanta i zauropody, jak pelorozaur.

### Postawa i przemieszczanie się

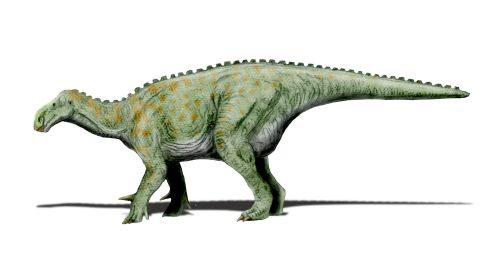
Współczesna rekonstrukcja iguandonta na czterech łapach

Znane początkowo szczątki iguanodona były bardzo fragmentaryczne. Doprowadziło to do spekulacji na temat postawy i natury zwierzęcia. Gada przedstawiono pierwotnie jako stworzenie czworonożne z rogiem na nosie. Gdy odkryto więcej kości, Mantell zauważył, że przednie łapy osiągały rozmiary znacznie mniejsze od tylnych. Jego rywal Owen wyznawał opinię, zgodnie z którą było to krępe zwierzę stojące na czterech słupowatych nogach. Nadzór nad wykonaniem pierwszej rekonstrukcji w wymiarach rzeczywistych zaoferowano Mantellowi, który odmówił z uwagi na zły stan zdrowia. Figury przybrały więc kształt wymyślony przez Owena. Jednak znaleziska z Bernissart ujawniły dwunożną postawę zwierzęcia. Przedstawiano je odtąd na dwóch łapach w postawie wyprostowanej, podpierającego się spoczywającym na podłożu ogonem.

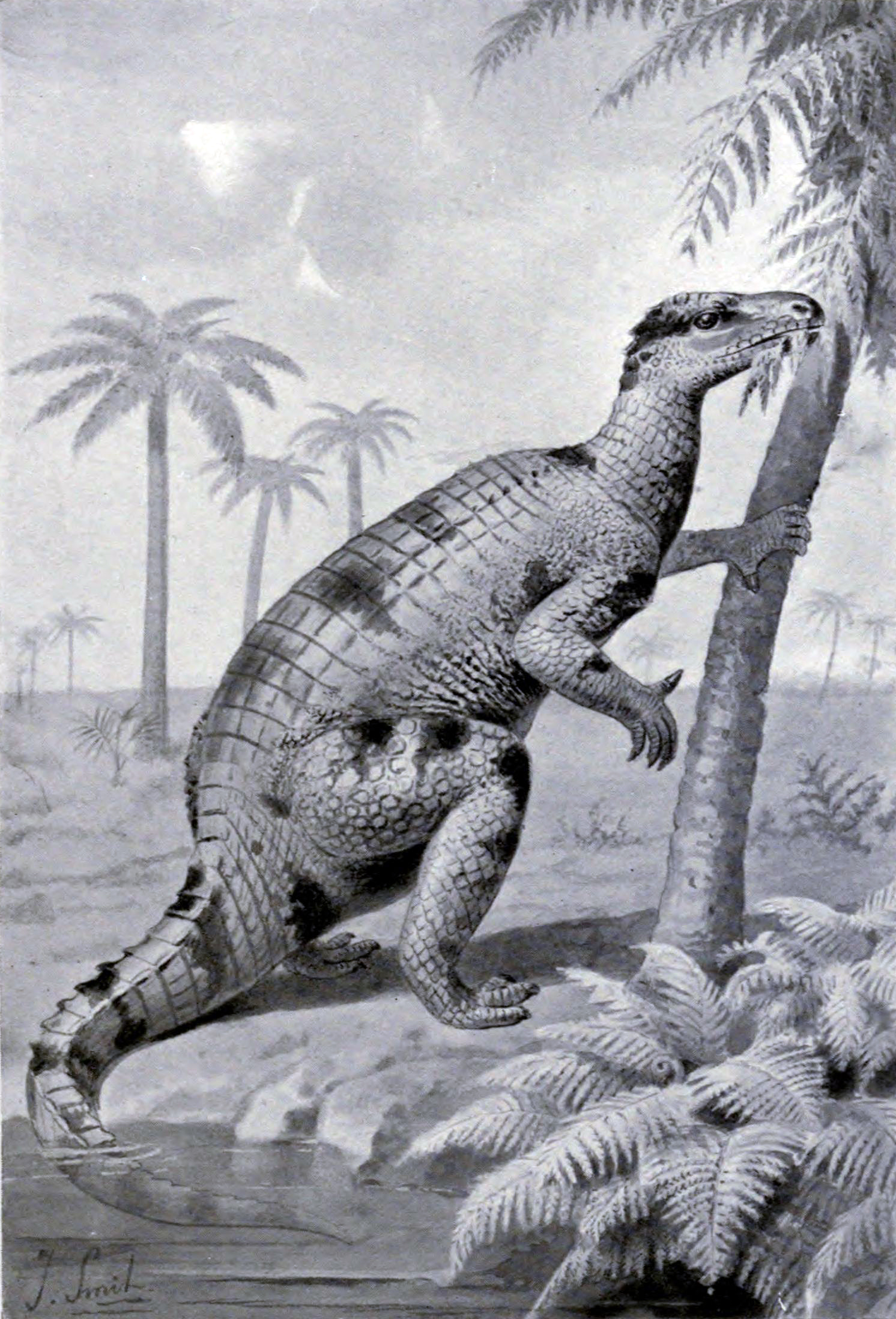
Dziewiętnastowieczna rekonstrukcja ukazująca iguanodona podpierającego się ogonem

Ponownie przebadawszy iguanodona, David Norman wykazał, że przyjmowanie przez iguanodona postawy trójnogu jest nieprawdopodobne, ponieważ jego długi ogon usztywniały skostniałe ścięgna. Przyjęcie postawy trójnogu wymagałoby złamania ogona. Z kolei przyjęcie postawy horyzontalnej pozwala lepiej zrozumieć wiele aspektów rąk i obręczy miednicznej. Dla przykładu względnie nieruchawa dłoń o trzech środkowych palcach zgrupowanych razem, zakończonych kopytkowatymi paliczkami, o zdolności do przeprostu wskazuje na przystosowania do dźwigania ciężaru ciała. Względnie mało ruchomy jest również nadgarstek. Zarówno ręce, jak i ramiona cechują się solidną budową. Wszystkie te cechy wskazują na czworonożność.
Co więcej, wydaje się, że iguanodon stawał się coraz bardziej czworonożny z wiekiem, gdy przybierał na wadze. Młodociany I. bernissartensis miał ręce krótsze, niż osobniki dorosłe, stanowiły one 60% długości kończyn tylnych, gdy u dorosłych zwierząt proporcja ta wynosiła 70%. Spacerując na czterech łapach, ornitopod trzymał dłonie ksobnie, co ukazują ślady i anatomia rąk i dłoni tego rodzaju. Trójpalczasta stopa ornitopoda była względnie długa. Gdy chodził, opierał się na palcach kończyn górnych i dolnych. Maksymalną prędkość dinozaura szacuje się na 24 km/h w przypadku dwunożności. Na czterech łapach iguanodon galopował jak koń.

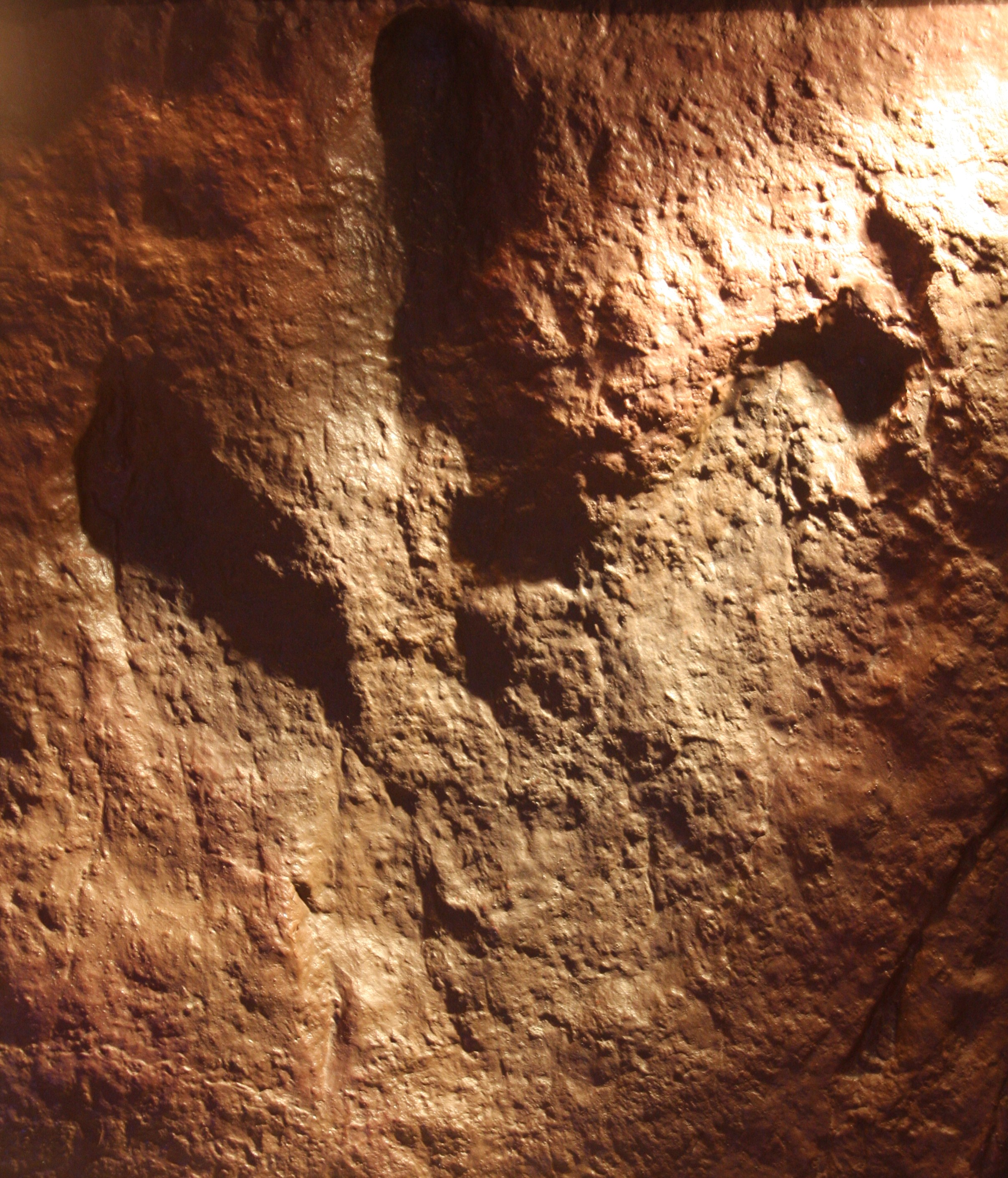
Przypisywane iguanodonowi ślady ze Svalbardu

Duże trójpalczaste odciski z wczesnokredowych skał w Anglii, zwłaszcza osady z Wealdenna wyspie Wight, sprawiały pierwotnie trudności interpretacyjne. W 1846 E. Tagert posunął się daleko i przypisał je do ichnorodzaju, który nazwał Iguanodon. Samuel Beckles zauważył w 1854, że przypominały ślady ptaków, choć mogły pochodzić od nieptasich dinozaurów. Ich identyfikacja rozjaśniła się po odkryciu w 1857 tylnej łapy młodego iguanodona z wyraźnie trójpalczastą stopą, co pokazało, że takie dinozaury mogły pozostawić takie ślady. Pomimo braku bezpośrednich dowodów ślady te często przypisywano iguanodonowi. Ślady z Anglii mogły należeć do Iguanodon przemieszczających się na czterech łapach, ale odciski stóp są kiepskie, więc trudno je bezpośrednio skojarzyć. Ślady przypisane ichnorodzajowi Iguanodon znane są z miejsc w Europie, gdzie znaleziono również skamieniałości iguanodona, jak Spitsbergen (Svalbard, Norwegia).

### Spiczasty kciuk

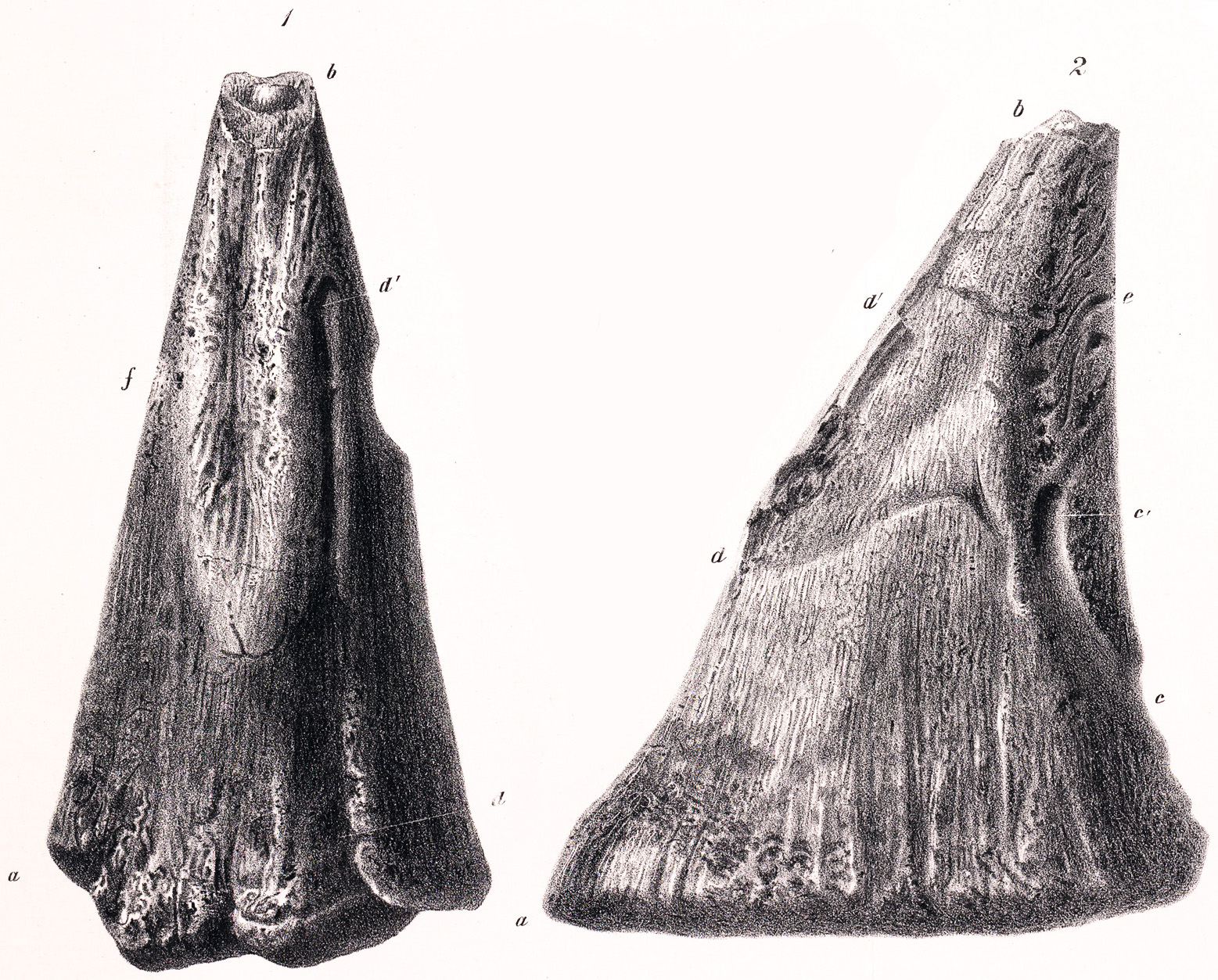
Oryginalny kolczasty kciuk, którego Gideon Mantell nazwał rogiem iguandonta

Kciuk zwierzęcia interpretuje się zazwyczaj jako sztyletowatą broń przeciwko drapieżnikom, choć mógł być również używany do dobierania się do pokarmu roślinnego lub przeciwko innym przedstawicielom swego rodzaju. Zasugerowano też, że kolec łączył się z gruczołem jadowym, co nie zostało zaakceptowane, gdyż kolec nie był wydrążony ani nie posiadał żadnych rowków, którymi jad miałby spływać.

### Możliwe zachowania społeczne
Obecnie, znaleziska z Bernissart interpretuje się jako zapis wielu zdarzeń, niekiedy jedynie uznając je za wynik pojedynczego kataklizmu. Zgodnie z tym poglądem odnotowano trzy powody śmierci. Liczne osobniki umarłyby więc w geologicznie krótkim czasie (od być może 10 do 100 lat), co oznacza, że ze stanowiska nie wynika, by Iguanodon żyły w stadach.
Argumentem przeciwko życiu stadnemu jest wielka rzadkość szczątków młodocianych osobników w tym miejscu, inaczej niż w przypadku śmiertelności dzisiejszych stad. Chodzi tu raczej o okresowe ofiary nagłych powodzi, których zwłoki woda zebrała w jeziorze bądź bagiennych osadach. W Nehden zauważa się jednak większą rozpiętość wieku zwierząt, więcej lub tyle samo Dollodon lub Mantellisaurus niż Iguanodon bernissartensis i ograniczoną naturę geograficzną, co może być jednak tłumaczone padnięciami zwierząt stadnych migrujących przez rzekę.
W przeciwieństwie do innych dinozaurów podejrzewanych o zachowania stadne, zwłaszcza kaczodziobych i Ceratopsidae, nie ma dowodów na istnienie u iguanodona dymorfizmu płciowego. Nie było dostrzegalnych różnic pomiędzy płciami. Zasugerowano kiedyś, że pochodzące z Bernissart I. "mantelli" lub I. atherfieldensis (Dollodon lub Mantellisaurus, odpowiednio) reprezentowały jedną z płci, prawdopodobnie żeńską, a okazy większe i solidniejszej budowy były samcami. Nie wspiera się jej dzisiaj.
Pojawiają się też hipotezy, że spiczaste kciuki iguanodonów służyły do walk pomiędzy rywalizującymi ze sobą samcami, być może także podczas zalotów. W przeciwieństwie do hadrozaurów, zapis kopalny wczesnych stadiów rozwojowych I. bernissartensis jest ubogi. Najmniejsze nehdeńskie osobniki mierzą 2 m długości.

## Historia

### Gideon Mantell, Sir Richard Owen i odkrycie dinozaurów

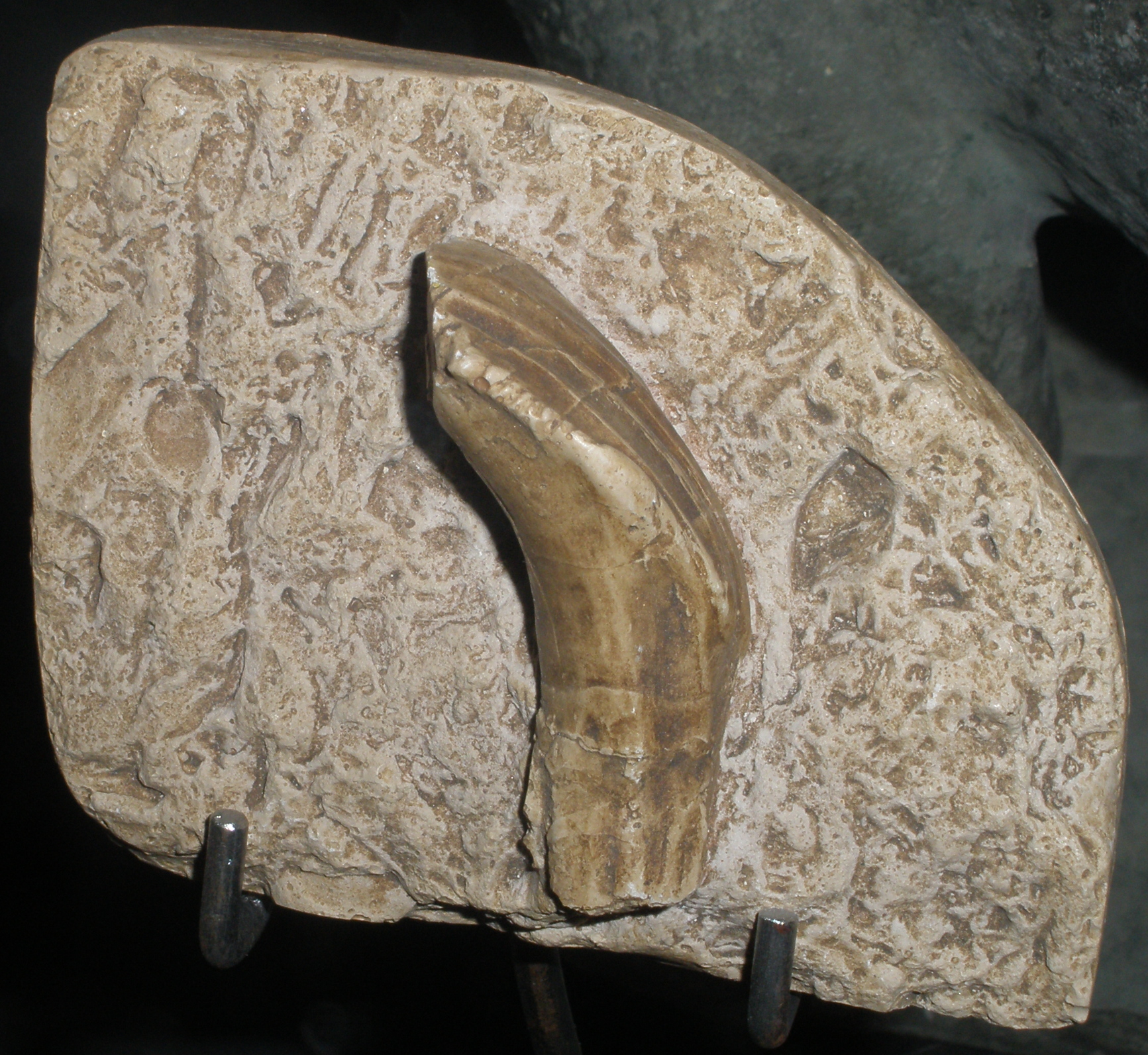
Replika jednego z oryginalnych zębów znalezionych w skale

Z odkryciem iguanodona wiąże się popularna anegdota. Mówi ona, że pierwsze zęby odkryła żona Gideona Mantella, Mary Ann, w warstwie Tilgate Forest w Whitemans Green w Cuckfield w Susseksie w Anglii w 1822. Jej mąż odwiedzał wtedy pacjenta. Nie ma jednakże dowodów, że Mantell zabierał ze sobą żonę podczas wizyt domowych u pacjentów. Co więcej, w 1851 stwierdził, że sam znalazł ząb. Nie ma jednak powszechnej zgody, że historia jest fałszywa. Z jego notatnika wiadomo, że Mantell po raz pierwszy zdobył kości z kamieniołomu w Whitemans Green w 1820. Znaleziono także zęby teropoda, a więc mięsożercy. Uczony pierwszy raz zinterpretował kości, próbując złączyć je w niekompletny szkielet ogromnego krokodyla. W 1821 Mantell zwrócił uwagę na znalezione zęby roślinożernego gada i zaczął rozważać możliwość, że szczątki te należały do tego typu olbrzymiego zwierzęcia. W 1822 napisał jednak publikację Fossils of the South Downs ("Skamieniałości z South Downs"), w której nie ośmielił się jeszcze sugerować związku pomiędzy zębami i wielce fragmentarycznym szkieletem. Przyjął raczej założenie, że jego znaleziska reprezentują dwie wielkie formy, jedną mięsożerną, którą określił jako zwierzę z plemienia jaszczurek o niezwykłej wielkości, drugą roślinożerną. W maju 1822 po raz pierwszy zaprezentował zęby roślinożercy w Geological Society of London, ale jego członkowie, w tym William Buckland, uznali je za należące do ryby bądź kły nosorożca z trzeciorzędu. 23 czerwca 1823 Charles Lyell pokazał część z nich Cuvierowi podczas spotkania w Paryżu, ale słynny francuski przyrodnik znowu nieprawidłowo sklasyfikował je jako należące do nosorożca. Niedługo później Cuvier wycofał się, a Lyell zawiadomił Mantella jedynie o odmowie. Odkrywca szczątków nie miał pewności. W 1824 Buckland opisał megalozaura. Zaproszono go także, by obejrzał kolekcję Mantella. Zobaczywszy kości 6 marca, zgodził się, że należały do jakiejś wielkiej jaszczurki, negował jednak jej roślinożerność. Ośmielony, Mantell ponownie wysłał część zębów Cuvierowi. Ten odpowiedział mu 22 czerwca 1824, że szczątki należały do gada i bardzo prawdopodobne, że do wielkiego roślinożercy. W nowym wydaniu jego Recherches sur les Ossemens Fossiles w tym samym roku Cuvier przyznał się do błędu, co prowadziło do szybkiego przyjęcia odkrycia Mantella i jego nowej jaszczurki w kręgach naukowych. Mantell starał się potwierdzić swą hipotezę poprzez znalezienie analogii wśród współczesnych gadów. We wrześniu 1824 odwiedził Royal College of Surgeons of England, początkowo jednak nie udało mu się znaleźć odpowiadających zębów. Jednak zastępca kustosza Samuel Stutchbury dostrzegł, że przypominają one zęby legwana, które niedawno preparowali, choć różniły się długością około dwudziestokrotnie. Mantell nie opisał swego znaleziska do 10 lutego 1825, kiedy zaprezentował publikację Royal Geological Society of London.

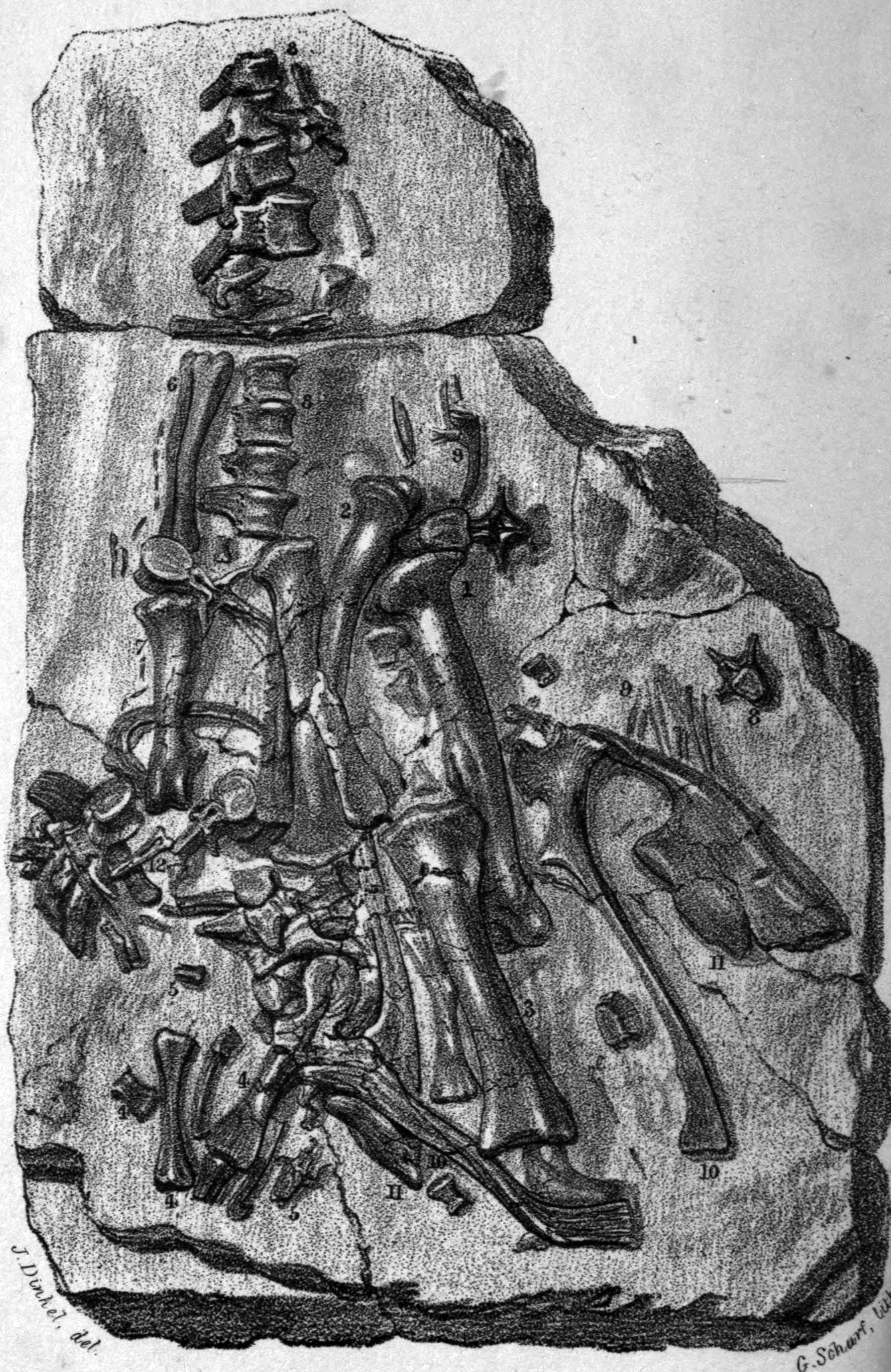
Skamieniałości znalezione w Maidstone w 1834

Kierując się podobieństwem w stosunku do zębów legwana (Iguana), Mantell nazwał nowy rodzaj iguanodonem (Iguanodon), czyli "zębem legwana", łącząc słowo iguana i grecki wyraz ὀδών (odon, odontos) oznaczający ząb. Opierając się na skalowaniu izometrycznym (allometria), uczony oszacował długość zwierzęcia na osiągającą do 18 m, więcej niż w przypadku mierzącego 12 m megalozaura. Pierwotnie planował nazwać to stworzenie  Iguana-saurus, co oznacza legwanią jaszczurkę, ale jego przyjaciel William Daniel Conybeare zasugerował mu, że taka nazwa stosowałaby się raczej do samego legwana, więc lepszymi nazwami byłyby Iguanoides (przypominający legwana) bądź Iguanodon. Odkrywca pominął jednak epitet gatunkowy, nie tworząc właściwej nazwy binominalnej. Uzupełnił to w 1829 Friedrich Holl, wymyślając I. anglicum, co później poprawiono na I. anglicus.

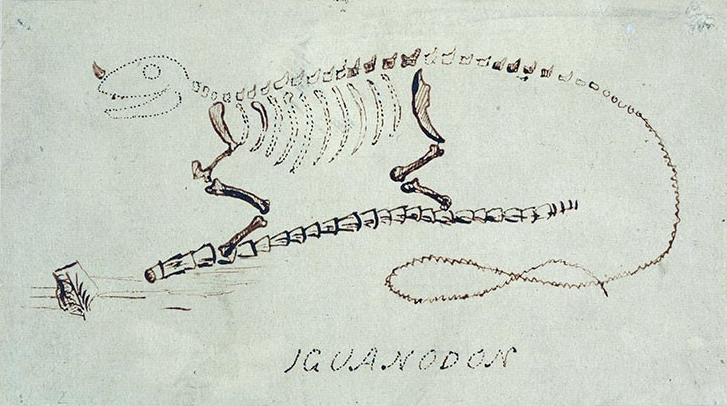
Rekonstrukcja iguanodona autorstwa Mantella wykonana na podstawie pozostałości z Maidstone

Lepszej jakości okaz znaleziono w kamieniołomie Maidstone w Kent w 1834 (odpowiada to Formacji Lower Greensand), który został szybko zdobyty przez Mantella. Badacz potrafił zidentyfikować go jako iguanodona dzięki charakterystycznym zębom. Płyta z Maidstone umożliwiła pierwsze rekonstrukcje szkieletu i artystyczne przedstawienia iguanodona. Nie udało się uniknąć błędów. Najsłynniejszy z nich to umieszczenie zwierzęciu rogu na nosie. Odkrycia znacznie lepiej zachowanych okazów w następnych latach ujawniły, że rzekomy róg był w rzeczywistości wyspecjalizowanym kciukiem. Pozostawiony w skale, szkielet z Maidstone wystawiany jest obecnie w Muzeum Historii Naturalnej w Londynie. Maidstone upamiętniło to odkrycie, dodając iguanodona jako trzymacza heraldycznego w swoim herbie w 1949. Okaz ten pierwotnie zaliczano do gatunku I. mantelli (gatunek nazwany w 1832 przez Christiana Ericha Hermanna von Meyera, będący młodszym synonimem I. anglicus), jednakże w rzeczywistości pochodzi on z innej formacji geologicznej, niż oryginalny materiał I. mantelli/I. anglicus.
W tym samym czasie pomiędzy Mantellem i Owenem powstało napięcie. Richard Owen był ambitnym naukowcem o wiele lepszym zapleczu finansowym i znajomościach w burzliwym świecie czasów Reform Act 1832. Zawzięty kreacjonista, stanowił opozycję dla wczesnych wersji ewolucjonizmu (jak transmutacjonizm). Podczas debaty nie zawahał się użyć tego, co nazwał dinozaurami, do atakowania oponentów. To on napisał publikację ustanawiającą dinozaury (Dinosauria). Wraz z ich opisem zastosował skalę zmniejszającą długość z ponad 61 m (200 stóp). Ustalił, że nie były one po prostu olbrzymimi jaszczurkami, ale wysunął przypuszczenie, że były one zaawansowanymi istotami przypominającymi ssaki. Taki obraz nadać im miał Bóg. Idąc za ówczesnymi poglądami, nie mogły one być formami przeobrażonymi z gadów w kierunku istot ssakokształtnych.
W 1849, na kilka lat, nim zmarł w 1852, Mantell zorientował się, że Iguanodon nie był ciężkim zwierzęciem przypominającym gruboskóre, jak pierwotnie zakładał Owen, ale posiadał smukłe przednie łapy. Niestety jego odejście uniemożliwiło mu uczestnictwo w tworzeniu rzeźb dinozaurów w Crystal Palace Dinosaurs, podczas gdy wizja Owena stała się tą oglądaną przez publiczność przez dekady. Przy udziale Hawkinsa wykonano prawie dwa tuziny modeli naturalnej wielkości przedstawiających różne prehistoryczne zwierzęta, zbudowane z betonu przy użyciu ram z cegieł i stali. Były tam też 2 iguanodony: jeden stojący i jeden leżący na brzuchu. Nim ukończono figurę stojącego iguanodona, odbył się w nim bankiet dla 20 osób.
Obecnie przynależność okazu z Maidstone (oznaczonego NHMUK R3741) do rodzaju Iguanodon jest kwestionowana. Gregory Paul (2008) zaliczył ten okaz do gatunku Mantellisaurus atherfieldensis; w późniejszej publikacji stwierdził jednak, że różnice w budowie kości biodrowej oraz fakt, że okaz z Maidstone znaleziono w osadach młodszych od tych, w których odkryto holotyp M. atherfieldensis wskazuje, że okaz ten reprezentuje odrębny od M. atherfieldensis gatunek. Paul (2012) ustanowił go holotypem osobnego gatunku Mantellodon carpenteri. Z kolei McDonald (2012) ograniczył się do uznania okazu z Maidstone za prawdopodobnego przedstawiciela rodzaju Mantellisaurus lub jego bliskiego krewnego; podobnie Norman (2012) uznał okaz z Maidstone za przedstawiciela gatunku M. atherfieldensis lub jego bliskiego krewnego.

### Bernissart

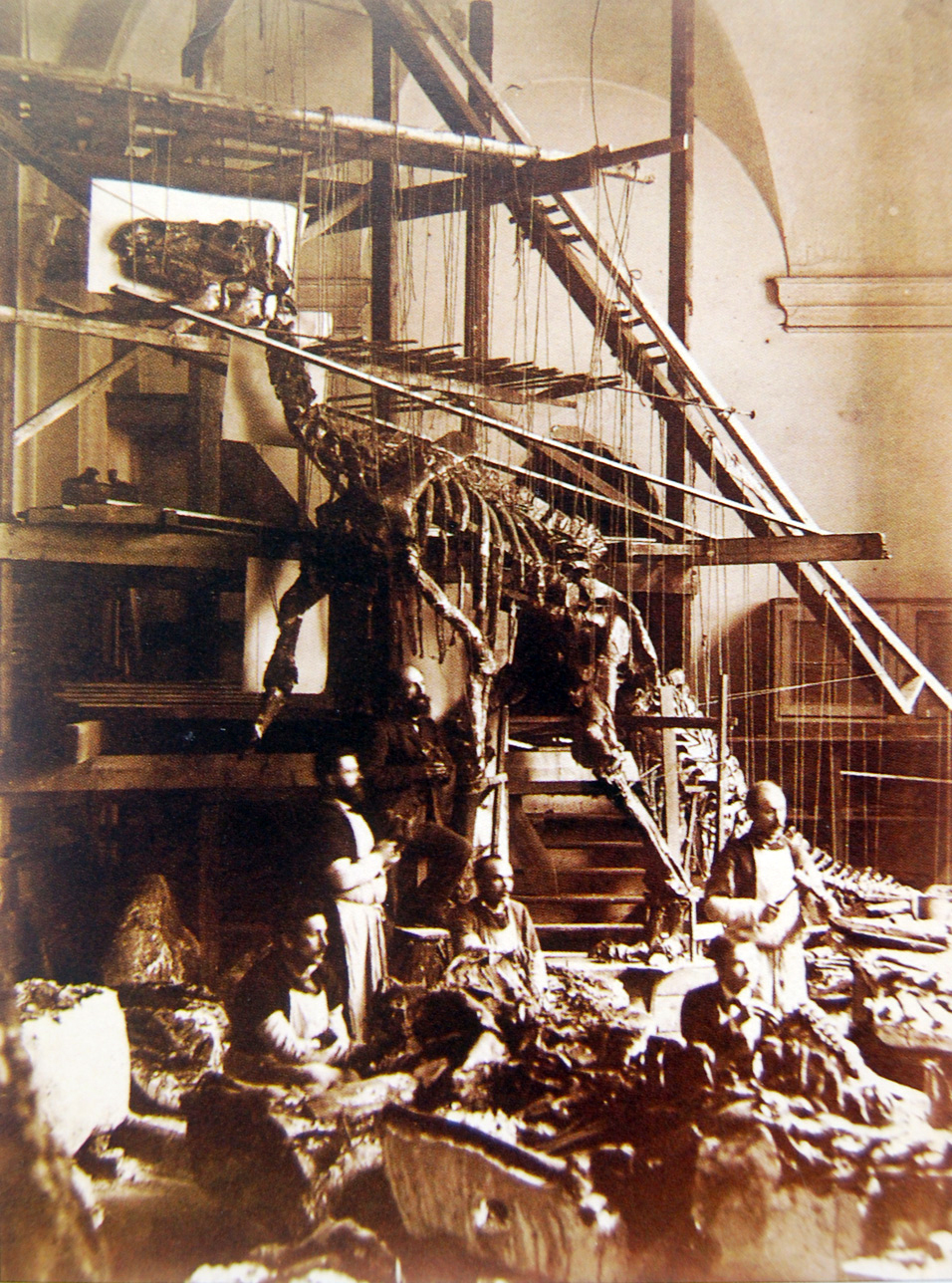
Zdjęcie montowanego szkieletu iguanodona z Bernissart Iguanodon

Największe znalezione szczątki Iguanodon odkryto 28 lutego 1878 w kopalni węgla w Bernissart w Belgii, na głębokości 322 m. Znaleźli je dwaj górnicy, Jules Créteur i Alphonse Blanchard, którzy po przypadkowym natknięciu się na szkielet, wzięli go początkowo za skamieniałe drewno. Dzięki wsparciu Briarta, nadzorcy kopalń w okolicy Morlanwelz, Louis de Pauw 15 maja 1878 zaczął wydobywać szkielety i w 1882 Louis Dollo dokonał rekonstrukcji. Wydobyto co najmniej 38 osobników, z których większość stanowiły dorosłe zwierzęta. Wiele z nich trafiło na publiczne wystawy poczynając on lipca 1883. 9 jest zmontowanych na stojąco, a 19 nadal tkwi w suterenie muzeum. Tworzą one imponującą wystawę w  Belgijskim Króelwskim Instytucie Nauk Przyrodniczych w Brukseli. Repliki jednego z nich są na wystawie w Oxford University Museum of Natural History i w Sedgwick Museum of Earth Sciences w Cambridge. Większość tych szczątków przypisano do nowego gatunku I. bernissartensis („z Bernissart”), większego i solidniej zbudowanego zwierzęcia, niż to, którego szczątki znaleziono w Anglii. Jednakże jeden z osobników przypisany został do wysmukłego I. mantelli (obecnie osobnik ten zaliczany jest do gatunku Dollodon bampingi). Szkielety te należą do pierwszych znalezionych kompletnych kośćców nieptasich dinozaurów. Razem z nimi znaleziono pozostałości roślin, ryb i innych gadów.

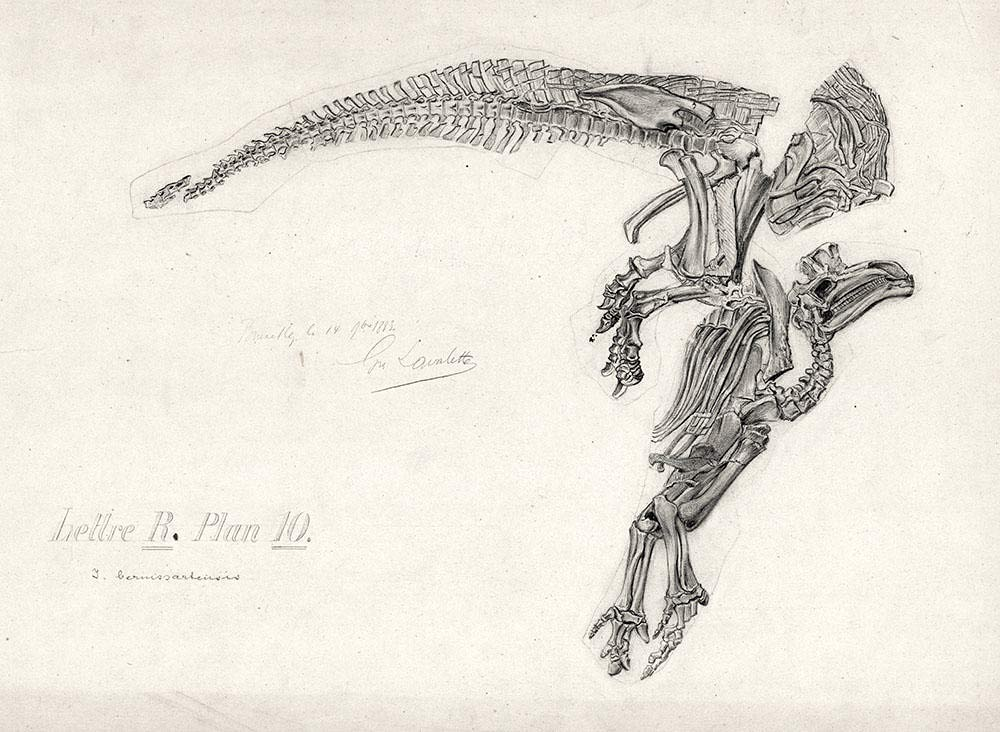
Iguanodon bernissartensis, rysunek skamieniałości znalezionej w 1882

Sztuka konserwowania skamieniałych szczątków była wtedy jeszcze w powijakach, wobec tego improwizowano z użyciem nowych technik, by poradzić sobie z problemem określanym później jako „pyrite disease” („choroba pirytowa”). Krystaliczny piryt kości ulegał utlenianiu do siarczanu żelaza(II), powodując zwiększenie objętości. Kości pękały i kruszyły się. W glebie izolowała je od tlenu wilgotna, beztlenowa warstwa gliniasta, uniemożliwiająca utlenianie. Wyjęte na suchsze powietrze, szczątki zaczęły podlegać naturalnej reakcji chemicznej. By ograniczyć jej przebieg, De Pauw pośpiesznie, na chodniku kopalni, ponownie przykrył wykopane skamieniałości wilgotną gliną, pieczętując je papierem i gipsem i wzmacniając to wszystko pierścieniami z żelaza. Stworzono w efekcie 6 gotowych do transportu bloków, których łączna masa liczyła 130 ton. W Brukseli po otwarciu gipsu impregnowano kości gotującą się żelatyną zmieszaną z olejkiem goździkowym jako konserwantem. Usunąwszy większość widocznego pirytu, dokonano utwardzenia. Pracę zakończono, tworząc ostatnią warstwę z folii cynowej. Uszkodzenia naprawiono za pomocą papier-mâché. Postępowanie to przyniosło niezamierzony efekt: zatrzymało wilgoć w środku i wydłużyło okres, w którym zachodziły uszkodzenia. W 1932 dyrektor muzeum Victor van Straelen zdecydował, że znaleziska muszą ponownie przejść cały proces konserwacji, by zabezpieczyć ich przetrwanie. Od grudnia 1935 do sierpnia 1936 personel muzeum w Brukseli rozwiązał problem, używając kombinacji alkoholu, arszeniku i 390 kilogramów szelaku. Mieszanina taka miała jednocześnie penetrować skamieniałości (dzięki alkoholowi), zabezpieczać przed rozwijaniem się pleśni (dzięki arszenikowi) i utwardzać szczątki (dzięki szelakowi). Skamieniałości przeszły trzecią konserwację od 2003 do maja 2007, gdy usunięto żywicę, klej zwierzęcy i żelatynę, a zastosowano impregnację octanem poliwinylowym i cyjanoakrylanem oraz klejem epoksydowym. Współczesne sposoby radzenia sobie z tym problemem obejmują monitoring wilgoci w miejscu składowania szczątków lub, w przypadku świeżych znalezisk, preparowanie w specjalnym płaszczu glikolu polietylenowego, podgrzewanego potem w pompie próżniowej. Wilgoć jest szybko usuwana, a puste przestrzenie wypełniane glikolem polietylenowym w celu ochrony i wzmocnienia skamieniałości.

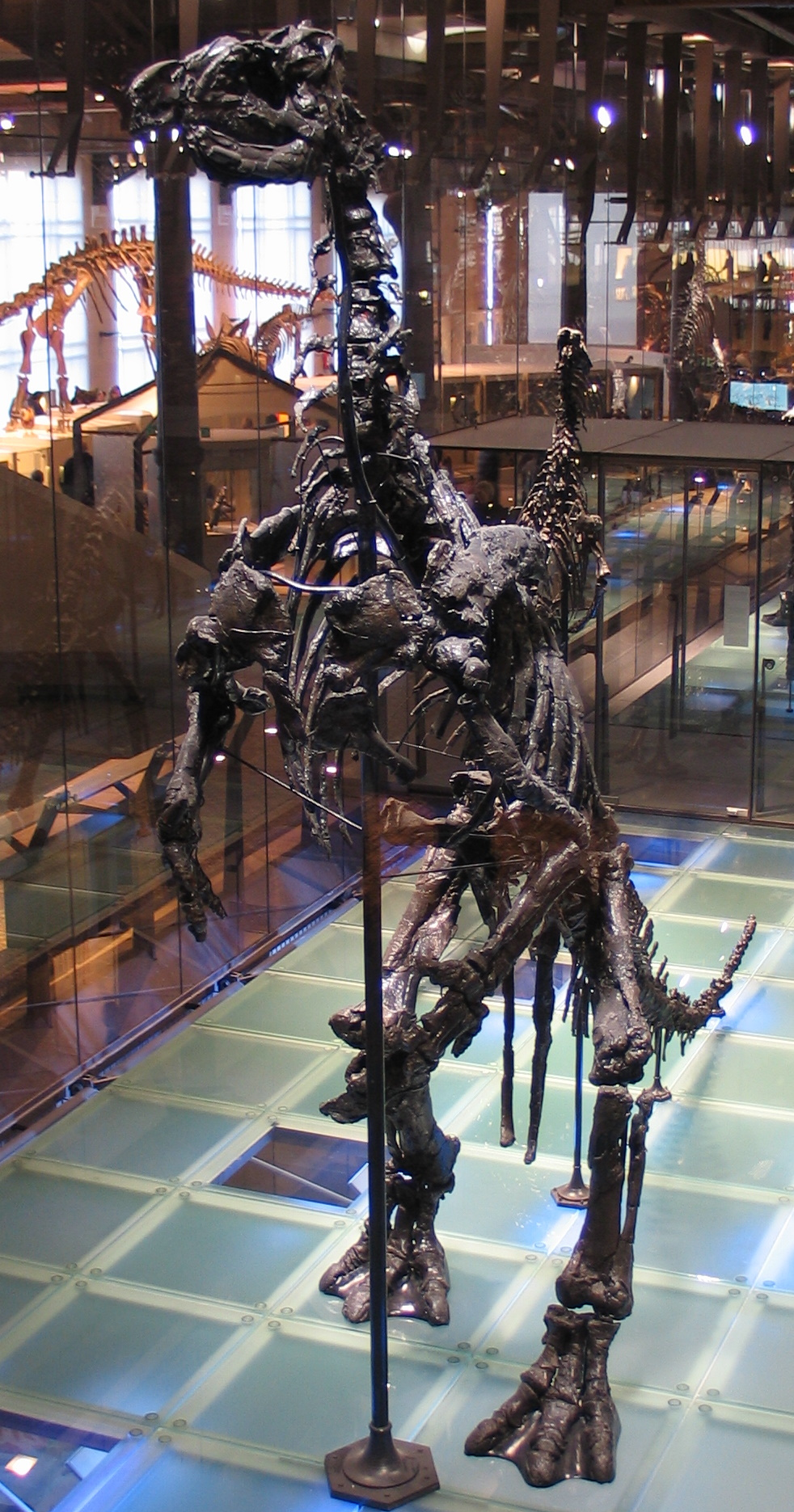
Zmontowany szkielet w postawie wyprostowanej

Okazy Dollo pozwoliły mu wykazać, że prehistoryczne gruboskóre Owena nie były właściwym sposobem zobrazowania iguanodona. Zamiast tego uczony wzorował się na kazuarach i walabiach. Usunął też „róg” z nosa zwierzęcia i umieścił go na kciuku. On również nie wykonał rekonstrukcji zupełnie poprawnie, ale cały czas były to jedne z pierwszych odkrytych szczątków dinozaurów. Rozpoznany później problem dotyczył wprowadzonego zgięcia ogona. Narząd ten był mniej lub bardziej prosty, jak wykazano dzięki wydobyciu szkieletów i obecności skostniałych ścięgien. W rzeczywistości zgięcie ogona w celu otrzymania postawy przyjmowanej przez dzisiejsze kangury czy walabie wymagałoby jego złamania. Zwierzę w rzeczywistości trzymało ogon i plecy prosto, poruszało się w pozycji poziomej, równoległej do podłoża, trzymając przednie łapy tak, by w razie potrzeby wesprzeć na nich ciało.
Wydobycie w kopalni zatrzymano w 1881, choć nie wyczerpano wtedy wszystkich skamieniałości, jak wykazały współczesne badania. Podczas pierwszej wojny światowej miasto okupowane było przez Cesarstwo Niemieckie. Poczyniono wtedy przygotowania do ponownego odkrycia kopalni dla potrzeb paleontologii. Z Berlina wysłano Otto Jaekela dla nadzoru. Ententa odbiła jednak Bernissart, kiedy pierwsza zasobna w skamieniałości warstwa miała zostać odkryta. Późniejsze próby otwarcia kopalni nie powiodły się z uwagi na problemy finansowe. Zatrzymano je w 1921, gdy kopalnię zalała woda.

### Kolejne znaleziska
Badania Iguanodon osłabły na początku XX wieku z powodu obu wojen światowych i wielkiego kryzysu w Europie. Nowy gatunek, który stał się przedmiotem licznych badań i kontrowersji taksonomicznych, nazwano w 1925. Reginald Hooley ukuł dla znaleziska z Atherfield Point na Wyspie Wight nazwę Iguanodon atherfieldensis. Początkowo uznawany za rodzaj europejski, iguanodon stwierdzony został w wielu miejscach świata. Materiał znaleziono w Afryce (zęby z Tunezji i innych miejsc na Saharze), Azji (w Mongolii – I. orientalis) i Ameryce Północnej (I. ottingeri z Utah). Inny gatunek północnoamerykański z Dakoty Południowej przypisano kiedyś iguanodonowi jako I. lakotaensis, później reklasyfikowano go w osobnym rodzaju Dakotadon.
Iguanodon nie należał do rodzajów, od których zaczął się „renesans dinozaurów”, rozpoczęty w 1969 opisem deinonycha. Nie pomijano go jednak zbyt długo. David B. Weishampel napisał pracę tłumaczącą mechanizmy żywienia się ornitopodów, która polepszyła rozumienie tych kwestii. David B. Norman opisał liczne aspekty dotyczące rodzaju, czyniąc go jednym z najlepiej poznanych nieptasich dinozaurów. W dodatku dalsze znaleziska licznych szkieletów Iguanodon w Nehden w Nadrenii Północnej-Westfalii w Niemczech przyniosły argumenty za zachowaniami stadnymi w przypadku tego rodzaju. Zwierzęta, znalezione na ograniczonym obszarze, zdawały się zginąć na skutek powodzi. Mogły też ponieść śmierć, przekraczając stadnie rzekę. Znaleziono tam co najmniej 15 osobników mierzących od 2 do 8 m długości, aczkolwiek przynajmniej część z nich to smukłe iguanodony zaliczane do blisko spokrewnionych rodzajów Mantellisaurus lub Dollodon (opisany jako Iguanodon atherfieldensis, uznawany przez pewien czas za gatunek iguanodona).
Materiału Iguanodon użyto również w badaniach polegających na poszukiwaniu dinozaurzego DNA i innych biomolekuł. W badaniach Grahama Embery'ego i współpracowników w kościach  Iguanodon poszukiwano pozostałości białek. Wykryto wtedy identyfikowalne pozostałości typowych białek kości, a właściwie fosfoprotein i proteoglikanów. Znaleziono je w żebrze.

## Gatunki
Iguanodon należy do pierwszych nazwanych nieptasich dinozaurów, zdążono więc przypisać doń liczne gatunki. Nigdy nie doczekał się roli taksonu-kosza na śmieci (gdzie umieszcza się taksony o niepewnej systematyce), jak kilka innych wcześnie opisanych rodzajów nieptasich dinozaurów (dla przykładu wymienić można megalozaura czy pelorozaura), mimo to cechuje się skomplikowaną historią, a jego taksonomia ulegała zmianom. Pozostałości jedynego solidnie wspartego gatunku pochodzą na pewno jedynie z Belgii, dodatkowe szczątki niekiedy jeszcze przypisywane I bernissartensis znaleziono w Anglii. Jednak część badaczy rekomenduje ograniczenie użycia nazwy I. bernissartensis do znalezisk z Bernissart i używanie I. sp. (co oznacza nieokreślony gatunek iguanodona) dla solidnej budowy Iguanodontia z barremskich skał Europy.
I. anglicus był pierwotnie gatunkiem typowym, jednakże holotyp obejmował pojedynczy ząb i w ogóle odkryto jedynie fragmentaryczne szczątki tego gatunku. W marcu 2000 Międzynarodowa Komisja Nomenklatury Zoologicznej zmieniła gatunek typowy na znacznie lepiej znany I. bernissartensis, którego holotyp stanowi IRSNB 1534. Oryginalny ząb Iguanodon posiada Museum of New Zealand Te Papa Tongarewa, muzeum narodowe Nowej Zelandii w Wellington, mimo że go nie wystawia. Skamieniałość przybyła do Nowej Zelandii za synem Gideona Mantella Walterem, który przejął szczątki po śmierci ojca.

### Gatunki obecnie uznawane za pewne
Obecnie z wielu przypisywanych rodzajowi gatunków tylko kilka uznaje się za pewne, a tylko dwa z nich pozostają w rodzaju Iguanodon. I. bernissartensis, opisany przez Boulengera w 1881, stanowi neotyp rodzaju. Najlepiej poznano go dzięki licznym szkieletom znalezionym w Europie. David Norman zasugerował, że I. bernissartensis jest starszym synonimem wątpliwego mongolskiego gatunku I. orientalis. Inni badacze nie podzielili tego poglądu. Verdú i współpracownicy (2015) na podstawie skamieniałości okrytych w dolnokredowych (barrem) osadach formacji Camarillas w hiszpańskiej prowincji Teruel opisali nowy gatunek Iguanodon galvensis; z przeprowadzonej przez Verdú i współpracowników (2018) analizy filogenetycznej wynika, że I. bernissartensis i I. galvensis były taksonami siostrzanymi.

### Gatunki przeniesione
Dwa gatunki Iguanodon nazwane przez Owena przeniesiono do innych rodzajów:
- I. hoggi (pisane także jako I. boggii lub hoggii), nazwany przez badacza na podstawie żuchwy z tytonu lub berriasu (jura późna-kreda wczesna), z Purbeck Beds w Dorset w 1874, przeniesiono do własnego rodzaju Owenodon[77]
- I. major, nazwany przez Delaira w 1966[78] dzięki kręgom z Wyspy Wight, pierwotnie opisany również przez Owena w 1842 jako gatunek Streptospondylus, S. major, uznaje się za nomen dubium uważane obecnie za synonim I. anglicus[3], choć może też być oddzielnym gatunkiem[79].

Prócz dwóch gatunków Owena 16 innych gatunków również reklasyfikowano:
- Iguanodon albinus (lub Albisaurus scutifer), opisany przez czeskiego paleontologa Antonia Friča w 1893, to wątpliwy, nienależący do dinozaurów gad znany obecnie pod nazwą  Albisaurus albinus[80]

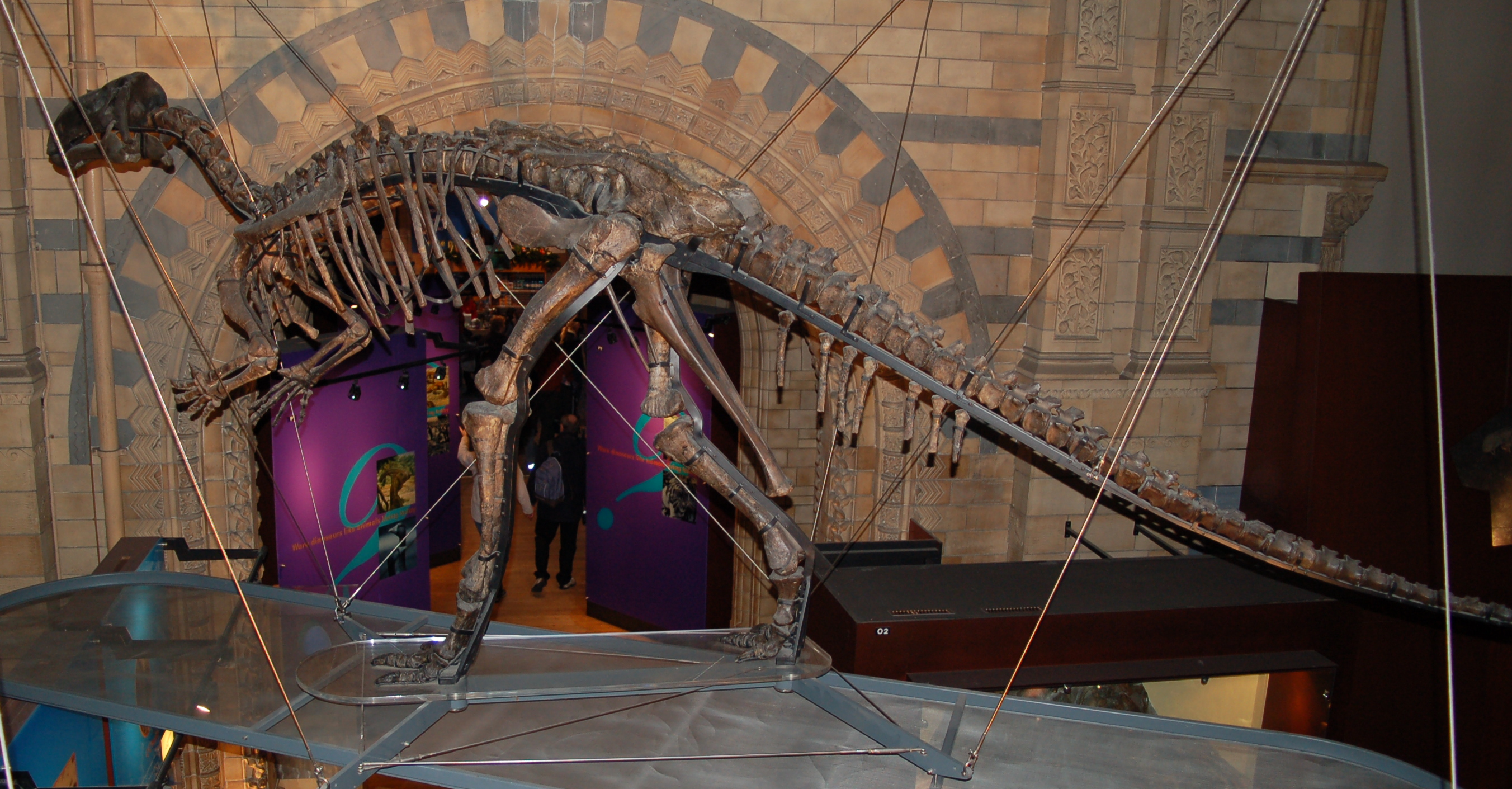
Poskładany szkielet Mantellisaurus atherfieldensis, Muzeum Historii Naturalnej w Londynie

- I. atherfieldensis, opisany przez R.W. Hooleya w 1925[63], był mniejszy, niż I. bernissartensis, cechował się lżejszą odeń budową i dłuższymi wyrostkami kolczystymi. W 2007 nadano mu nową nazwę Mantellisaurus atherfieldensis[36]
- I. exogyrarum (także I. exogirarum lub I. exogirarus), opisany przez Fritscha w 1878, stanowi nomen dubium bazujące na bardzo ubogim materiale. George Olshevsky przeniósł go do Ponerosteus[81]
- I. valdensis, nazwany przez Broecka w 1900[82], pierwotnie nazwany Vectisaurus przez Hulke'a w 1879. Opierał się na pozostałościach kręgów i miednicy. Pochodził z barremu z Wyspy Wight[83]. Mógł być tylko częściowo podrosłym przedstawicielem Mantellisaurus atherfieldensis[84] lub też chodziło o nieokreślone co do gatunku szczątki Mantellisaurus[54]
- I. gracilis, nazwany przez Lydekkera w 1888 jako gatunek typowy rodzaju Sphenospondylus, przypisany do  Iguanodon w 1969 przez Rodneya Steela, może jednak należeć do Mantellisaurus atherfieldensis[3].

Dwa gatunki opisane przez Lydekkera w późnym XIX wieku przypisano do różnych rodzajów
- I. dawsoni, opisany przez Lydekkera w 1888[86], znany jest z dwóch niekompletnych szkieletów znalezionych w East Sussex w Anglii[3], ze środkowego walanżynu (kreda wczesna) w Wadhurt Clay[54]. Stanowi obecnie gatunek typowy rodzaju Barilium[85]
- I. fittoni został opisany przez Lydekkera w 1889[87]. Jak I. dawsoni, pochodził z Wadhurst Clay[54] w East Sussex[3]. Stanowi obecnie gatunek typowy rodzaju Hypselospinus[85]
- I. foxii (pisany także jako I. foxi) został pierwotnie opisany przez Huxleya w 1869 jako gatunek typowy Hypsilophodon; Owen (1873 lub 1874) przeniósł go do Iguanodon, co szybko przywrócono do poprzedniej wersji[88]
- I. hollingtoniensis (także I. hollingtonensis), opisany przez Lydekkera w 1889, uznawany był za synonim  Hypselospinus fittoni[3][85] lub odrębny gatunek umieszczany w Huxleysaurus[55]. Okaz odkryty w osadach angielskiej formacji Wadhurst Clay z walanżynu, opisany na podstawie skamieniałości oznaczonych BMNH 1831, 1833, 1835 i 1836[55], przez lata różnie klasyfikowany jako przedstawiciel I. hollingtoniensis czy I. mantelli, cechuje się niezwykłą kombinacją hadrozaurzej żuchwy i bardzo silnie zbudowanych przednich łap[54], większych od przednich kończyn Iguanodon bernissartensis i porównywalnych z przednimi kończynami lurduzaura[55]. Norman (2010) zaliczył ten okaz do gatunku Hypselospinus fittoni[85], natomiast Paul (2012) ustanowił go holotypem odrębnego gatunku Darwinsaurus evolutionis[55].
- I. prestwichii (także I. prestwichi), opisany przez Johna Hulke'a w 1880, zaklasyfikowano jako Camptosaurus prestwichii lub w oddzielnym rodzaju Cumnoria.
- I. seelyi (niepoprawnie nazywany I. seeleyi), opisany przez Hulke'a 2 lata po I. prestwichii, zsynonimizowano z Dollodon bampingi, co jednakże budzi kontrowersje[54][79]
- I. suessii, opisany przez Benzela w 1871, uznano za Mochlodon suessi[3].
- I. lakotaensis, opisany przez Weishampela i Bjorka w 1989[68], to jedyny zaakceptowany północnoamerykański gatunek iguanodonta. Opisano go na podstawie niekompletnej czaszki z barremskiej (kreda wczesna) formacji Lakota w Dakocie Południowej. Jego miejsce budzi kontrowersje. Niektórzy badacze sugerują, że był bardziej bazalny od I. bernissartensis, leżąc blisko Theiophytalia[89], ale David Norman zasugerował, że jest to synonim I. bernissartensis[71], Gregory Paul natomiast umieścił go w odrębnym rodzaju Dakotadon[54]

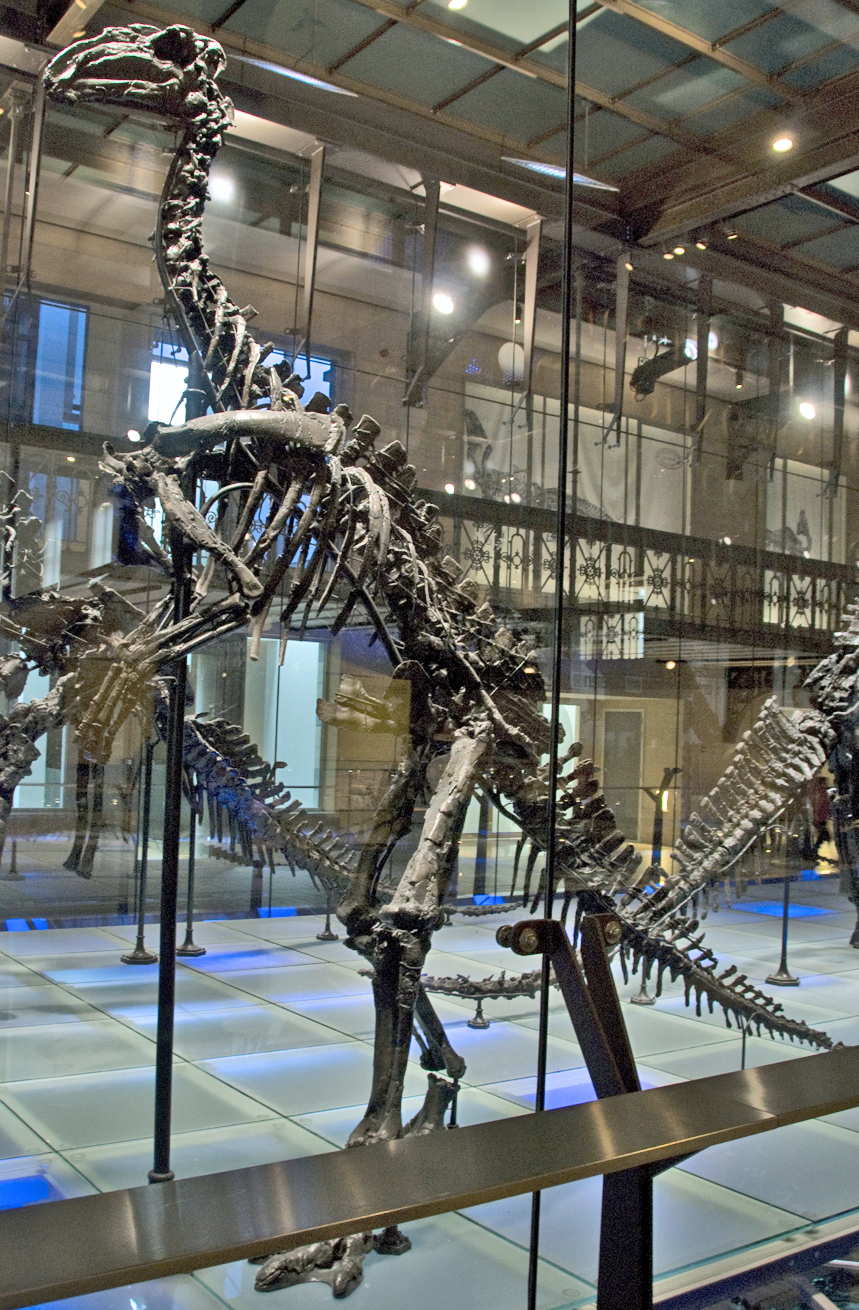
IRSNB 1551, holotyp Dollodon bampingi, uprzednio Iguanodon mantelli, wystawiany przez Belgian Royal Institute for the Natural Sciences w Brukseli

- Iguanodon mantelli (także I. manteli lub I. mantellii), młodszy synonim I. anglicus, opisany przez von Meyera w 1832, opisany na podstawie tego samego materiału, co I. anglicus[43][47]. Przez lata przypisano tu kilka szkieletów, w tym okaz z Maidstone (na temat jego obecnej klasyfikacji zob. sekcja "Historia"), oraz jeden ze szkietetów z Bernissart. Wysmukły szlielet z Bernissart przeniesiono pierwotnie do Mantellisaurus atherfieldensis[69], po kolejnym przeglądzie zaś do własnego rodzaju i gatunku Dollodon bampingi[54]. Jednak część autorytetów uznała Dollodon za synonim Mantellisaurus[85][90]
- I. hillii, stworzony przez Edwina Tully Newtona w 1892 na podstawie zęba z wczesnego cenomanu (kreda późna) w Lower Chalk w Hertfordshire, należy do kaczodziobych[91]
- I. orientalis, opisany przez A. Rożdiestwienskiego w 1952[66] na podstawie ubogiego materiału, dzięki czaszce z wydatnie łukowatym pyskiem został przemianowany na Altirhinus kurzanovi w 1998[71]. W tym samym czasie I. orientalis uznano za nomen dubium, nie mogąc porównać go z I. bernissartensis[71][74]
- Harry Seeley opisał I. phillipsi w 1869[92], ale później przeniesiono go do Priodontognathus[93]
- I. praecursor (także I. precursor), opisany przez E. Sauvage'a w 1876 dzięki zębom z nienazwanej kimerydzkiej (jura późna) formacji w Pas-de-Calais we Francji, został uznany za zauropoda, czasem przypisuje się go do Neosodon[94], aczkolwiek pochodzi on z innej formacji[95]
- "I. mongolensis" (Whitfield, 1992) to nomen nudum z podpisu fotografii w książce[96], szczątki nazwano później Altirhinus[97]

Delapparentia turolensis otrzymała swą nazwę w 2011. Bazowano na okazie zaliczanym wcześniej do Iguanodon bernissartensis. Verdú i współpracownicy (2017) uznają jednak holotyp D. turolensis za przedstawiciela rodzaju Iguanodon o niepewnej przynależności gatunkowej.

### Gatunki wątpliwe
Dwa gatunki Iguanodon uznawane są obecnie za nomina dubia:
- I. anglicus, opisany przez Friedricha Holla w 1829[44], to pierwszy wyodrębniony gatunek iguanodona i pierwotny gatunek typowy w tym rodzaju. Jak opisano wyżej, został zastąpiony przez I. bernissartensis. W przeszłości zapisywano go w formach I. angelicus (Lessem & Glut, 1993) i I. anglicum (Holl, 1829 emend. Bronn, 1850). Znany jest z zębów ze środkowego walanżynu (kreda wczesna) z Tilgate Forest (Formacja Grinstead Clay Formation) w East Sussex w Anglii
- I. ottingeri, opisany przez Galtona i Jensena w 1979, bazuje na zębach z prawdopodobnie aptiańskiej dolnej formacji Cedar Mountain w Utah[67]

W końcu kilka innych słabo poznanych rodzajów/gatunków łączy się z Iguanodon, nie przyznając im statusu oddzielnego, posiadającego własną nazwę gatunku, aczkolwiek przyporządkowanie to jest mniej pewne od nadania nowej nazwy I. atherfieldensis. Chodzi tutaj o "Streptospondylus" recentior (Owen, 1851), "Cetiosaurus" brachyurus i część "C." brevis (Owen, 1842; "C." brevis to chimera). Nomen nudum "Proiguanodon" (van den Broeck, 1900) także zalicza się do tej grupy, a prawdopodobnie również i bardzo mało znany "Streptospondylus" grandis (Owen, 1851) i meyeri (Owen, 1854). Rodzaje Iguanosaurus (Ritgen, 1828), Hikanodon (Keferstein, 1834) i Therosaurus (Fitzinger, 1840) stanowią młodsze synonimy, późniejsze nazwy określające materiał I. anglicus.

## W kulturze

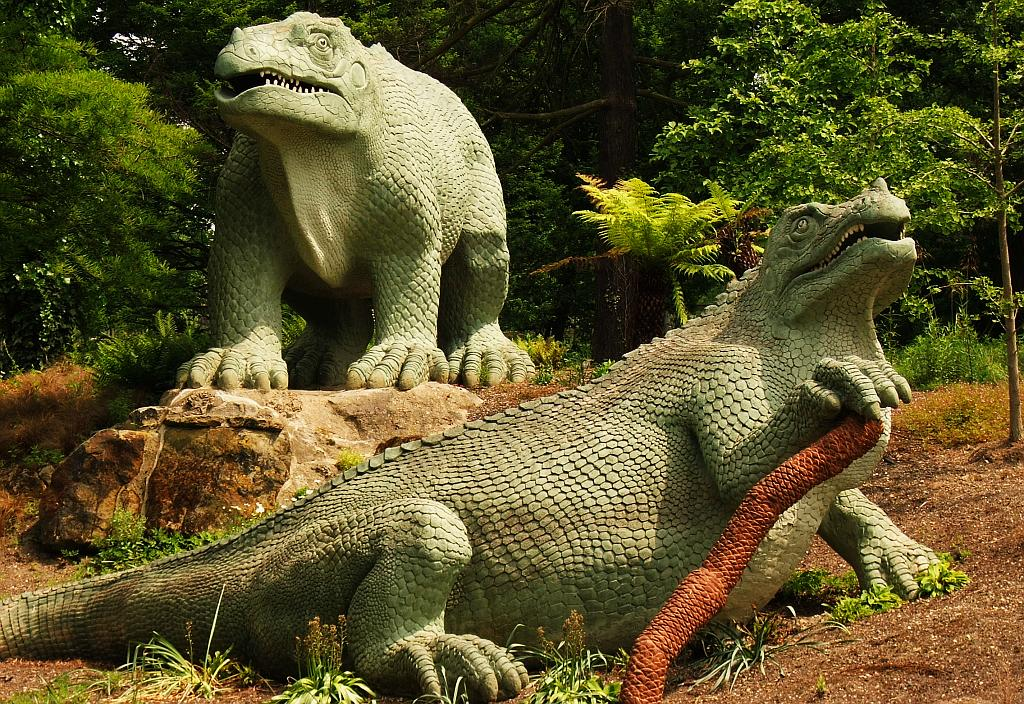
Posągi bazujące na okazie z Maidstone w wykonaniu Hawkinsa, do dziś obecne w Kryształowym Pałacu w Londynie

Od czasu jego opisu w 1825 Iguanodon doczekał się przedstawień w kulturze popularnej. Dwie rekonstrukcje wielkości naturalnej wybudowano w Kryształowym Pałacu (Crystal Palace) w Londynie w 1852. Znacznie przyczyniły się one do wzrostu popularności rodzaju. Kciuki zwierzęcia umieszczono na jego nosie jako rogi, a same gady przedstawiono jako przypominające słonie stworzenia czworonożne. Była to jednak pierwsza próba stworzenia modeli nieptasich dinozaurów w rzeczywistych wymiarach.
Kilkakrotnie przedstawiano iguanodona na kliszy filmowej. Disneyowski film Dinozaur ukazuje jako głównego protagonistę iguanodona o imieniu Aladar, do głównych bohaterów zaliczają się jeszcze 3 inne Iguanodon. Luźno wiąże się z nim noszący taki sam tytuł film Disney's Animal Kingdom. Iguanodon należy też do trzech rodzajów dinozaurów, którymi inspirowano się, tworząc Godzillę (pozostałe to tyranozaur i stegozaur).
Iguanodon wystąpił też w dokumentalnym miniserialu telewizyjnym Wędrówki z dinozaurami (1999) produkcji BBC. Grał też główną rolę w epizodzie dokumentu Discovery Channel Dinosaur Planet. Obecny był też w Raptor Red Bakkera (1995), gdzie polował nań Utahraptor. Nazwano na jego cześć również asteroidę (9941) Iguanodon.
Będąc jednym z pierwszych opisanych dinozaurów i jednym z najlepiej poznanych, Iguanodon stanowił swego rodzaju barometr zmian w postrzeganiu dinozaurów przez specjalistów i opinię publiczną. Wyróżnia się trzy etapy jego rekonstrukcji. Pierwszy obejmuje słoniopodobne czworonożne zwierzęta z rogiem na nosie, charakterystyczne dla epoki wiktoriańskiej. Później występują stwory dwunożne, ale podpierające się ogonem. Te wyobrażenia dominowały na początku XX wieku. Powoli ustąpiły w latach 60. obecnym rekonstrukcjom zwinnych i dynamicznych zwierząt, zdolnych do przemieszczania się na dwóch bądź czterech łapach.